# Лиховісний кратер Тихо
«Лиховісний кратер Тихо» (англ. The Trouble with Tycho) — науково-фантастичний роман Кліффорда Сімака, вперше опублікований журналом «Amazing Science Fiction» у жовтні 1961 року.

## Зміст
На Місяці існують 4 захудалі поселення старателів, які шукають дорогоцінні метали та мох, що росте в околицях кратера Тихо, який лікує від багатьох хвороб.
В сам кратер ніхто зі старателів не потикається, оскільки там вже безслідно зникло три місячних експедиції. Кожного зі старателів супроводжує «собачка» — розумний згусток світла.
Вчений Чандлер Брілл висунув гіпотезу про те, що мох та «собачки» є залишками інопланетної цивілізації.
Місячний старатель Кріс Джексон повертаючись в поселення «Єнотова Шапка» (англ. Coonskin), виявив в пустелі поламаний всюдихід, а в ньому Амелію Томпсон — дослідницю, яка незаконно прибула на Місяць з наміром розшукати останню зниклу експедицію. Вона мала намір здійснити вилазку в кратер Тихо зі своїм братом, але через його поламану ногу, запропонувала партнерство Крісу.
Коли Кріс повернувся в поселення за запчастинами, власники здали його всюдихід разом з ним в оренду Чандлеру Бріллу для польових досліджень біля кратера Тихо.
Кріс орендував трейлер в який завантажив професора і припаси, маючи намір вивезти його до схилу кратера і залишити там на 2 доби, щоб відлучитись для допомоги Амелії. Коли він повернувся після ремонту її всюдихода, Брілл запропонува значну суму за доставку його в кратер, де він надіявся найти підтвердження своєї теорії.
Почавши разом спуск на дно кратера, вони побачили «хмарку» біля дальнього краю кратера. Внутрішні стіни кратера виявились густо зарослими мохом, над якими літали «собачки».
Знайшовли слід зниклої експедиції і послідувавши ним, вони незабаром виявили одного з загиблих учасників експедиції, який написав в пилюці попередження: «не алмаз».
Біля дальнього краю кратера виявився ще один невеликий кратер правильної циліндричної форми, в якому знаходились космічні кораблі останньої експедиції і трупи всіх її учасників. Раптово хмарка, що складалась з мільйонів «собачок», атакувала і блискавками знищила електроніку обох всюдиходів. Сталкери дослідили, що космічні кораблі теж були виведені з ладу подібним чином. Брілл припустив, що мох це була городина інопланетних прибульців, а «собачки» — їхні одичавілі домашні тварини.
Біля задньої стіни малого кратера вони виявили кількаметровий «алмаз», але коли наблизились до нього, то він роз'єднався на хмарку однакових кристалів.
Брілл запанікував і почав тікати, кристали наздогнали і вбили його. Кріс і Амелія вирішили атакувати «алмаз» своїми запасами кисню і води, і зрештою зруйнували його.
Піотім їм довелося пішки із запасами води і кисню вибиратись з кратера.
На привалі їм довелось закопувати себе в теплий місячний пил, щоб пережити холод нічних годин.
Уві сні до Кріса звертались «собачки», які мовою дзвону кристалів пробували розказати йому історію їхнього давнього поселення, але зрештою звернулись до нього голосом загиблого Брілла, щоб попередити про небезпеку.
Коли Кріс та Амелія вибрались з кратера, то не виявили там свого трейлера, який рятувальники вернули в поселення. Але по них вернувся всюдихід лікаря, якому Кріс добував кристали для місцевої лікарні.